# Світле (Карабалицький район)
Сві́тле (каз. Светлый) — село у складі Карабалицького району Костанайської області Казахстану. Входить до складу Михайловського сільського округу.
Населення — 38 осіб (2021; 96 у 2009, 194 у 1999, 226 у 1989).